# Antigua estación de Camas
La antigua estación ferroviaria de Camas estuvo en servicio entre 1880 y 1990, formando parte de la línea Sevilla-Huelva. El edificio para viajeros, que data de 1880, es de estilo neomudéjar y sigue la tipología presente en otras estaciones de la línea. Tras su clausura, el municipio estuvo durante muchos años sin conexión por ferrocarril, hasta que en marzo de 2011 se abrió una nueva estación.
En la actualidad se mantienen preservados el edificio de viajeros y el muelle de mercancías.

## Situación ferroviaria
Las instalaciones se encontraban situadas en el punto kilométrico 4,315 de la línea férrea de ancho ibérico Sevilla-Huelva, a 14 metros de altitud sobre el nivel de mar.

## Historia
Tras varios años de obras, la línea Sevilla-Huelva fue abierta al tráfico en 1880. Los trabajos de construcción corrieron a cargo de la compañía MZA, que en el municipio de Camas levantó una estación de estilo neomudéjar. Además de un edificio de viajeros, el complejo disponía de hasta cinco vías de servicio y dos andenes, así como varias vías muertas. En 1941, con la nacionalización del ferrocarril de ancho ibérico, las instalaciones pasaron a manos de RENFE. 
La estación llegó a contar con instalaciones de empalme para los intercambios de mercancías con el ferrocarril minero de Aznalcóllar. Dentro del recinto también se llegó a habilitar otro enlace con el ferrocarril de Minas de Cala. Ambos trazados fueron inaugurados a comienzos del siglo XX. La reforma de las arterias ferroviarias de Sevilla, en 1990, supuso que se eliminara la sección inicial de la línea Sevilla-Huelva y que se construyera una nueva variante situada al norte de Sevilla. La histórica estación de Camas se encontraba situada dentro del tramo que iba a quedar fuera de servicio, lo que significó su clausura. El último tren circuló el 22 de mayo de 1990, tras lo cual las vías fueron levantadas. Con los años el antiguo recinto ferroviario fue reconvertido en un parque. En la actualidad el edificio de viajeros acoge la sede de una asociación cultural.